# Metembia ferox
Metembia ferox is een insectensoort uit de familie Embiidae, die tot de orde webspinners (Embioptera) behoort. De soort komt voor in India.
Metembia ferox is voor het eerst wetenschappelijk beschreven door Davis in 1939.